# Seznam českých příjmení, S
Toto je seznam českých příjmení začínajících na písmeno S. Seznam zatím zahrnuje pouze příjmení s více než 250 mužskými nositeli.
| Příjmení   | Počet  | Přechýleně   | Počet  | ORP s největší hustotou  |
| ---------- | ------ | ------------ | ------ | ------------------------ |
| Svoboda    | 25 218 | Svobodová    | 26 158 | Moravské Budějovice      |
| Sedláček   | 8 942  | Sedláčková   | 9 132  | Židlochovice             |
| Staněk     | 6 401  | Staňková     | 6 722  | Náměšť nad Oslavou       |
| Staněk     | 6 401  | Staněková    | 6      | Náměšť nad Oslavou       |
| Soukup     | 6 129  | Soukupová    | 6 304  | Horažďovice              |
| Sýkora     | 5 852  | Sýkorová     | 6 073  | Blovice                  |
| Stejskal   | 4 628  | Stejskalová  | 4 725  | Žamberk                  |
| Sedlák     | 4 616  | Sedláková    | 4 820  | Boskovice                |
| Strnad     | 4 422  | Strnadová    | 4 479  | Valašské Meziříčí        |
| Slavík     | 4 404  | Slavíková    | 4 548  | Humpolec                 |
| Suchý      | 3 894  | Suchá        | 3 989  | Náměšť nad Oslavou       |
| Souček     | 3 750  | Součková     | 3 888  | Blansko                  |
| Souček     | 3 750  | Součeková    | 1      | Blansko                  |
| Straka     | 3 709  | Straková     | 3 843  | Dačice                   |
| Stehlík    | 3 445  | Stehlíková   | 3 438  | Hustopeče                |
| Suchánek   | 2 979  | Suchánková   | 3 011  | Nové Město nad Metují    |
| Sláma      | 2 962  | Slámová      | 3 015  | Nové Město na Moravě     |
| Stránský   | 2 907  | Stránská     | 3 019  | Vrchlabí                 |
| Sobotka    | 2 769  | Sobotková    | 2 738  | Žďár nad Sázavou         |
| Sládek     | 2 750  | Sládková     | 2 907  | Horažďovice              |
| Sládek     | 2 750  | Sládeková    | 4      | Horažďovice              |
| Sikora     | 2 567  | Sikorová     | 2 463  | Jablunkov                |
| Smetana    | 2 551  | Smetanová    | 2 624  | Pacov                    |
| Slezák     | 2 542  | Slezáková    | 2 600  | Jaroměř                  |
| Starý      | 2 441  | Stará        | 2 536  | Nové Město na Moravě     |
| Sivák      | 2 268  | Siváková     | 2 071  | Vítkov                   |
| Skála      | 2 143  | Skálová      | 2 176  | Přeštice                 |
| Smejkal    | 2 048  | Smejkalová   | 2 114  | Velké Meziříčí           |
| Sklenář    | 1 960  | Sklenářová   | 2 038  | Holešov                  |
| Smolík     | 1 865  | Smolíková    | 1 957  | Bystřice nad Pernštejnem |
| Seidl      | 1 775  | Seidlová     | 1 868  | Králíky                  |
| Skalický   | 1 770  | Skalická     | 1 916  | Lanškroun                |
| Sochor     | 1 715  | Sochorová    | 1 812  | Železný Brod             |
| Schneider  | 1 688  | Schneiderová | 1 592  | Uničov                   |
| Schneider  | 1 688  | Schneidrová  | 87     | Uničov                   |
| Smutný     | 1 637  | Smutná       | 1 683  | Rosice                   |
| Samek      | 1 611  | Samková      | 1 907  | Dačice                   |
| Samek      | 1 611  | Sameková     | 13     | Dačice                   |
| Sojka      | 1 564  | Sojková      | 1 655  | Tišnov                   |
| Stuchlík   | 1 550  | Stuchlíková  | 1 527  | Nová Paka                |
| Slabý      | 1 507  | Slabá        | 1 463  | Moravské Budějovice      |
| Schwarz    | 1 503  | Schwarzová   | 1 467  | Český Krumlov            |
| Sokol      | 1 482  | Sokolová     | 1 659  | Odry                     |
| Spáčil     | 1 422  | Spáčilová    | 1 493  | Slavkov u Brna           |
| Slavíček   | 1 390  | Slavíčková   | 1 474  | Konice                   |
| Slovák     | 1 374  | Slováková    | 1 433  | Rožnov pod Radhoštěm     |
| Spurný     | 1 325  | Spurná       | 1 379  | Litovel                  |
| Synek      | 1 323  | Synková      | 1 387  | Konice                   |
| Synek      | 1 323  | Syneková     | 1      | Konice                   |
| Smékal     | 1 314  | Smékalová    | 1 378  | Uničov                   |
| Sedlář     | 1 296  | Sedlářová    | 1 327  | Holešov                  |
| Studený    | 1 281  | Studená      | 1 323  | Konice                   |
| Sova       | 1 276  | Sovová       | 1 290  | Vimperk                  |
| Svatoš     | 1 264  | Svatošová    | 1 303  | Vysoké Mýto              |
| Suk        | 1 177  | Suková       | 1 203  | Humpolec                 |
| Skřivánek  | 1 129  | Skřivánková  | 1 155  | Vyškov                   |
| Schmidt    | 1 114  | Schmidtová   | 1 107  | Hlučín                   |
| Skala      | 1 113  | Skalová      | 1 152  | Nepomuk                  |
| Schejbal   | 1 089  | Schejbalová  | 1 135  | Holice                   |
| Skácel     | 1 070  | Skácelová    | 1 139  | Kroměříž                 |
| Smola      | 1 069  | Smolová      | 1 112  | Dobruška                 |
| Slanina    | 1 061  | Slaninová    | 1 073  | Kravaře                  |
| Strouhal   | 1 052  | Strouhalová  | 1 076  | Hustopeče                |
| Smolka     | 1 040  | Smolková     | 1 242  | Hlučín                   |
| Sadílek    | 1 007  | Sadílková    | 1 018  | Hustopeče                |
| Stárek     | 1 005  | Stárková     | 1 064  | Bystřice nad Pernštejnem |
| Skopal     | 998    | Skopalová    | 1 067  | Litovel                  |
| Sekanina   | 996    | Sekaninová   | 1 006  | Moravská Třebová         |
| Suchomel   | 984    | Suchomelová  | 1 032  | Tišnov                   |
| Slováček   | 952    | Slováčková   | 980    | Vizovice                 |
| Sladký     | 931    | Sladká       | 944    | Domažlice                |
| Steiner    | 904    | Steinerová   | 886    | Horšovský Týn            |
| Skořepa    | 895    | Skořepová    | 942    | Nymburk                  |
| Svačina    | 869    | Svačinová    | 890    | Mohelnice                |
| Severa     | 828    | Severová     | 813    | Vysoké Mýto              |
| Semerád    | 826    | Semerádová   | 770    | Čáslav                   |
| Studnička  | 822    | Studničková  | 772    | Veselí nad Moravou       |
| Smrž       | 821    | Smržová      | 836    | Konice                   |
| Sommer     | 821    | Sommerová    | 805    | Vítkov                   |
| Syrový     | 820    | Syrová       | 873    | Vysoké Mýto              |
| Szabó      | 807    | Szabóová     | 249    | Broumov                  |
| Szabó      | 807    | Szabóvá      | 83     | Broumov                  |
| Smrčka     | 806    | Smrčková     | 1 447  | Pelhřimov                |
| Sluka      | 803    | Sluková      | 855    | Horažďovice              |
| Seifert    | 775    | Seifertová   | 805    | Hlinsko                  |
| Stupka     | 769    | Stupková     | 778    | Horažďovice              |
| Sehnal     | 768    | Sehnalová    | 826    | Blansko                  |
| Srb        | 764    | Srbová       | 1 357  | Vlašim                   |
| Světlík    | 738    | Světlíková   | 761    | Vizovice                 |
| Svozil     | 734    | Svozilová    | 690    | Litovel                  |
| Svatoň     | 733    | Svatoňová    | 767    | Nový Bydžov              |
| Strejček   | 723    | Strejčková   | 702    | Říčany                   |
| Sobek      | 723    | Sobková      | 669    | Veselí nad Moravou       |
| Sobek      | 723    | Sobeková     | 14     | Veselí nad Moravou       |
| Sviták     | 721    | Svitáková    | 725    | Pacov                    |
| Stibor     | 706    | Stiborová    | 764    | Sedlčany                 |
| Slíva      | 693    | Slívová      | 675    | Orlová                   |
| Sysel      | 678    | Syslová      | 687    | Velké Meziříčí           |
| Sysel      | 678    | Syselová     | 2      | Velké Meziříčí           |
| Soldán     | 677    | Soldánová    | 717    | Prostějov                |
| Sigmund    | 667    | Sigmundová   | 739    | Bučovice                 |
| Stach      | 664    | Stachová     | 879    | Blatná                   |
| Skokan     | 657    | Skokanová    | 668    | Bučovice                 |
| Smrček     | 637    | Smrčková     | 1 447  | Uničov                   |
| Stojka     | 630    | Stojková     | 558    | Roudnice nad Labem       |
| Samec      | 629    | Samcová      | 725    | Tábor                    |
| Spilka     | 624    | Spilková     | 647    | Sedlčany                 |
| Suchan     | 624    | Suchanová    | 638    | Týn nad Vltavou          |
| Skoupý     | 623    | Skoupá       | 647    | Blansko                  |
| Schindler  | 609    | Schindlerová | 616    | Vítkov                   |
| Stehno     | 607    | Stehnová     | 597    | Chotěboř                 |
| Simon      | 599    | Simonová     | 619    | Česká Třebová            |
| Sychra     | 594    | Sychrová     | 577    | Boskovice                |
| Snášel     | 589    | Snášelová    | 624    | Konice                   |
| Stratil    | 576    | Stratilová   | 597    | Holešov                  |
| Sejkora    | 565    | Sejkorová    | 599    | Kostelec nad Orlicí      |
| Socha      | 564    | Sochová      | 577    | Kopřivnice               |
| Syrovátka  | 562    | Syrovátková  | 709    | Týn nad Vltavou          |
| Skoumal    | 554    | Skoumalová   | 636    | Šumperk                  |
| Strakoš    | 543    | Strakošová   | 533    | Frýdek-Místek            |
| Strejc     | 541    | Strejcová    | 567    | Přeštice                 |
| Sodomka    | 535    | Sodomková    | 577    | Hlinsko                  |
| Semrád     | 533    | Semrádová    | 559    | Chotěboř                 |
| Skalník    | 529    | Skalníková   | 558    | Nové Město na Moravě     |
| Sládeček   | 518    | Sládečková   | 559    | Mnichovo Hradiště        |
| Schuster   | 514    | Schusterová  | 499    | Svitavy                  |
| Soukal     | 503    | Soukalová    | 487    | Polička                  |
| Srba       | 500    | Srbová       | 1 357  | Litoměřice               |
| Surý       | 498    | Surá         | 515    | Vsetín                   |
| Skřivan    | 491    | Skřivanová   | 512    | Blovice                  |
| Stýblo     | 488    | Stýblová     | 485    | Světlá nad Sázavou       |
| Sobota     | 487    | Sobotová     | 482    | Poděbrady                |
| Slaný      | 483    | Slaná        | 507    | Kravaře                  |
| Soušek     | 483    | Soušková     | 506    | Klatovy                  |
| Slivka     | 483    | Slivková     | 486    | Kravaře                  |
| Stříbrný   | 480    | Stříbrná     | 504    | Frýdlant                 |
| Solař      | 475    | Solařová     | 495    | Holešov                  |
| Strnadel   | 474    | Strnadlová   | 324    | Frenštát pod Radhoštěm   |
| Strnadel   | 474    | Strnadelová  | 178    | Frenštát pod Radhoštěm   |
| Střelec    | 470    | Střelcová    | 430    | Vyškov                   |
| Stodůlka   | 461    | Stodůlková   | 420    | Valašské Meziříčí        |
| Stašek     | 459    | Stašková     | 628    | Uherské Hradiště         |
| Srp        | 459    | Srpová       | 509    | Hořovice                 |
| Suda       | 454    | Sudová       | 453    | Nepomuk                  |
| Stodola    | 445    | Stodolová    | 443    | Polička                  |
| Srnec      | 440    | Srncová      | 442    | Židlochovice             |
| Slepička   | 437    | Slepičková   | 433    | Týn nad Vltavou          |
| Schubert   | 435    | Schubertová  | 384    | Trutnov                  |
| Slouka     | 433    | Slouková     | 483    | Blansko                  |
| Smíšek     | 430    | Smíšková     | 482    | Kraslice                 |
| Smíšek     | 430    | Smíšeková    | 4      | Kraslice                 |
| Stříž      | 427    | Střížová     | 400    | Boskovice                |
| Slánský    | 422    | Slánská      | 444    | Nové Město nad Metují    |
| Snopek     | 421    | Snopková     | 449    | Králíky                  |
| Snopek     | 421    | Snopeková    | 7      | Králíky                  |
| Strmiska   | 420    | Strmisková   | 398    | Kyjov                    |
| Skotnica   | 417    | Skotnicová   | 437    | Frýdlant nad Ostravicí   |
| Spěvák     | 415    | Spěváková    | 420    | Břeclav                  |
| Sirotek    | 410    | Sirotková    | 421    | Sedlčany                 |
| Sloup      | 410    | Sloupová     | 382    | Domažlice                |
| Schmid     | 403    | Schmidová    | 398    | Sušice                   |
| Szotkowski | 402    | Szotkowská   | 405    | Jablunkov                |
| Steklý     | 401    | Steklá       | 408    | Poděbrady                |
| Svárovský  | 395    | Svárovská    | 392    | Tanvald                  |
| Semerák    | 390    | Semeráková   | 384    | Náchod                   |
| Schmied    | 386    | Schmiedová   | 408    | Aš                       |
| Sucharda   | 383    | Suchardová   | 387    | Nová Paka                |
| Skýpala    | 383    | Skýpalová    | 380    | Valašské Meziříčí        |
| Szkandera  | 382    | Szkanderová  | 349    | Jablunkov                |
| Spousta    | 381    | Spoustová    | 410    | Hořovice                 |
| Sosna      | 379    | Sosnová      | 379    | Strakonice               |
| Sekyra     | 367    | Sekyrová     | 368    | Vodňany                  |
| Skalka     | 367    | Skalková     | 348    | Odry                     |
| Sixta      | 366    | Sixtová      | 380    | Kolín                    |
| Staník     | 366    | Staníková    | 358    | Valašské Klobouky        |
| Stibůrek   | 364    | Stibůrková   | 358    | Benešov                  |
| Středa     | 359    | Středová     | 397    | Náchod                   |
| Sůva       | 358    | Sůvová       | 350    | Pacov                    |
| Samko      | 354    | Samková      | 1 907  | Semily                   |
| Stavinoha  | 351    | Stavinohová  | 342    | Rožnov pod Radhoštěm     |
| Schiller   | 350    | Schillerová  | 334    | Židlochovice             |
| Stuchlý    | 348    | Stuchlá      | 368    | Roudnice nad Labem       |
| Schulz     | 347    | Schulzová    | 345    | Tišnov                   |
| Szabo      | 346    | Szabová      | 396    | Vimperk                  |
| Szabo      | 346    | Szaboová     | 10     | Vimperk                  |
| Svatek     | 344    | Svatková     | 354    | Tábor                    |
| Strýček    | 343    | Strýčková    | 362    | Břeclav                  |
| Stanislav  | 341    | Stanislavová | 333    | Veselí nad Moravou       |
| Surmaj     | 339    | Surmajová    | 323    | Odry                     |
| Schreiber  | 338    | Schreiberová | 352    | Moravská Třebová         |
| Simandl    | 337    | Simandlová   | 339    | Moravské Budějovice      |
| Stoklásek  | 336    | Stoklásková  | 397    | Otrokovice               |
| Salajka    | 335    | Salajková    | 345    | Břeclav                  |
| Salaba     | 334    | Salabová     | 346    | Železný Brod             |
| Schön      | 332    | Schönová     | 293    | Moravská Třebová         |
| Stříteský  | 330    | Stříteská    | 315    | Litomyšl                 |
| Schovánek  | 326    | Schovánková  | 335    | Nový Bydžov              |
| Seidler    | 324    | Seidlerová   | 359    | Bílovec                  |
| Skalský    | 322    | Skalská      | 354    | Semily                   |
| Sekera     | 321    | Sekerová     | 323    | Roudnice nad Labem       |
| Salák      | 318    | Saláková     | 316    | Horažďovice              |
| Strachota  | 317    | Strachotová  | 343    | Veselí nad Moravou       |
| Slunečko   | 315    | Slunečková   | 346    | Votice                   |
| Sotona     | 314    | Sotonová     | 324    | Hlinsko                  |
| Stloukal   | 311    | Stloukalová  | 341    | Blansko                  |
| Slezáček   | 306    | Slezáčková   | 309    | Bučovice                 |
| Scholz     | 305    | Scholzová    | 339    | Náchod                   |
| Sklář      | 303    | Sklářová     | 304    | Vsetín                   |
| Sochůrek   | 300    | Sochůrková   | 326    | Votice                   |
| Saska      | 300    | Sasková      | 297    | Semily                   |
| Sršeň      | 298    | Sršňová      | 302    | Ústí nad Orlicí          |
| Sebera     | 297    | Seberová     | 316    | Vodňany                  |
| Sukup      | 293    | Sukupová     | 317    | Veselí nad Moravou       |
| Svítil     | 293    | Svítilová    | 304    | Telč                     |
| Sauer      | 291    | Sauerová     | 302    | Svitavy                  |
| Sklenička  | 289    | Skleničková  | 299    | Rakovník                 |
| Svěrák     | 289    | Svěráková    | 277    | Boskovice                |
| Skrbek     | 287    | Skrbková     | 294    | Semily                   |
| Sabo       | 287    | Sabová       | 243    | Blatná                   |
| Sabo       | 287    | Saboová      | 1      | Blatná                   |
| Skoták     | 284    | Skotáková    | 267    | Blansko                  |
| Svátek     | 283    | Svátková     | 292    | Telč                     |
| Schenk     | 281    | Schenková    | 256    | Odry                     |
| Surovec    | 275    | Surovcová    | 302    | Vsetín                   |
| Schoř      | 272    | Schořová     | 293    | Ivančice                 |
| Stančík    | 272    | Stančíková   | 281    | Valašské Meziříčí        |
| Singer     | 272    | Singerová    | 236    | Nýřany                   |
| Schovanec  | 268    | Schovancová  | 289    | Čáslav                   |
| Stojan     | 265    | Stojanová    | 296    | Lipník nad Bečvou        |
| Sádovský   | 264    | Sádovská     | 264    | Hlinsko                  |
| Silný      | 263    | Silná        | 287    | Otrokovice               |
| Sáblík     | 257    | Sáblíková    | 275    | Nové Město na Moravě     |
| Soural     | 256    | Souralová    | 248    | Zábřeh                   |
| Smítka     | 255    | Smítková     | 276    | Vlašim                   |
| Siuda      | 255    | Siudová      | 275    | Karviná                  |
| Stanovský  | 255    | Stanovská    | 258    | Bílovec                  |
| Snížek     | 254    | Snížková     | 265    | Kutná Hora               |
| Sváček     | 251    | Sváčková     | 269    | Vítkov                   |
| Sitta      | 251    | Sittová      | 260    | Zábřeh                   |
| Sovadina   | 250    | Sovadinová   | 266    | Holešov                  |
| Slepčík    | 250    | Slepčíková   | 250    | Sokolov                  |